# Berglind Stefánsdóttir
Berglind Stefánsdóttir, de son vrai nom Betty Berglind Stefánsdóttir, est une islandaise militante sourde au niveau mondial et l'ancienne présidente de l'Union européenne des sourds.

## Biographie
Berglind Stefánsdóttir est né en Islande et est sourde. Elle est l'ancienne présidente de l’association des sourds d’Islande et la première directrice sourde de l’école d’Islande pour les sourds en 1995 jusqu'à la fermeture de l'école en 2002[réf. souhaitée]. Elle est le 5e présidente de l’union européen des sourds en décembre 2007 jusqu'à mai 2013 après la démission d'Adrien Pelletier, le président intérim[réf. souhaitée]. Aujourd’hui, elle vit en Norvège Et elle travaille dans l'école norvégienne pour les sourds.

## Parcours dans la vie politicienne
- Présidente de la Union européenne des sourds : 2007-2013